# Hierodula parviceps
Hierodula parviceps är en bönsyrseart som beskrevs av Carl Stål 1877. Hierodula parviceps ingår i släktet Hierodula och familjen Mantidae. Inga underarter finns listade i Catalogue of Life.